# 컬러풀데이즈
〈컬러풀데이즈〉(일본어: カラフルデイズ)는 2014년 1월 22일에 워너 뮤직 재팬에서 발매된 LinQ의 8번째이자, 메이저 3번째 싱글이다.

## 개요
전작인 〈HANABI!!〉로부터 약 5개월 반만의 발매이다. 2013년 11월 2일의 천신 베스트 홀 LinQ 통상공연에서 해당 싱글이 발매됨을 발표했다. 그리고, 11월 23일에 후쿠오카 국제 회의장 메인홀에서 행해진 “LinQ 치캇파 전국 투어 2013 : 새로운 도전의 시작”의 라이브에서 타이틀 곡인 〈컬러풀데이즈〉와 커플링곡, 전체 3곡이 처음 보였다.

## 수록곡

### 초회한정반A
- CD

1. 컬러풀데이즈
(작사: 야스다 타카유키, 작곡·편곡: 와타나베 야스시)
  - 전국 30국 넷 《토쿠이와 고토와 아름다운 SHELLY가 오늘 밤 비교해봤어요》 엔딩 테마
2. Chocolate Kiss
(작사: 코니시 유코, 작곡:  미코토)
3. 컬러풀데이즈 (Instrumental)
4. Chocolate Kiss (Instrumental)

- DVD

1. 컬러풀데이즈 Music Video
2. 컬러풀데이즈 Music Video Making Movie

### 초회한정반B
- CD

1. 컬러풀데이즈
2. No Lady, No Life
3. 컬러풀데이즈 (Instrumental)
4. No Lady, No Life (Instrumental)

- DVD

1. LinQ Lady Super Live Tour 2013 at Shibuya VUENOS

### 초회한정반C
- CD

1. 컬러풀데이즈
2. Chocolate Kiss

### 통상반
- CD

1. 컬러풀데이즈
2. Chocolate Kiss
3. No Lady, No Life
4. 레몬티(일본어: レモンティー) (performanced by SRAM from LinQ)

### 천신반
- CD

1. 컬러풀데이즈
2. Chocolate Kiss
3. No Lady, No Life
4. 컬러풀데이즈 (SHiNTA PLANET version)

※천신반은 천신 베스터 홀에서만 발매.